# 유고슬라비아의 국기

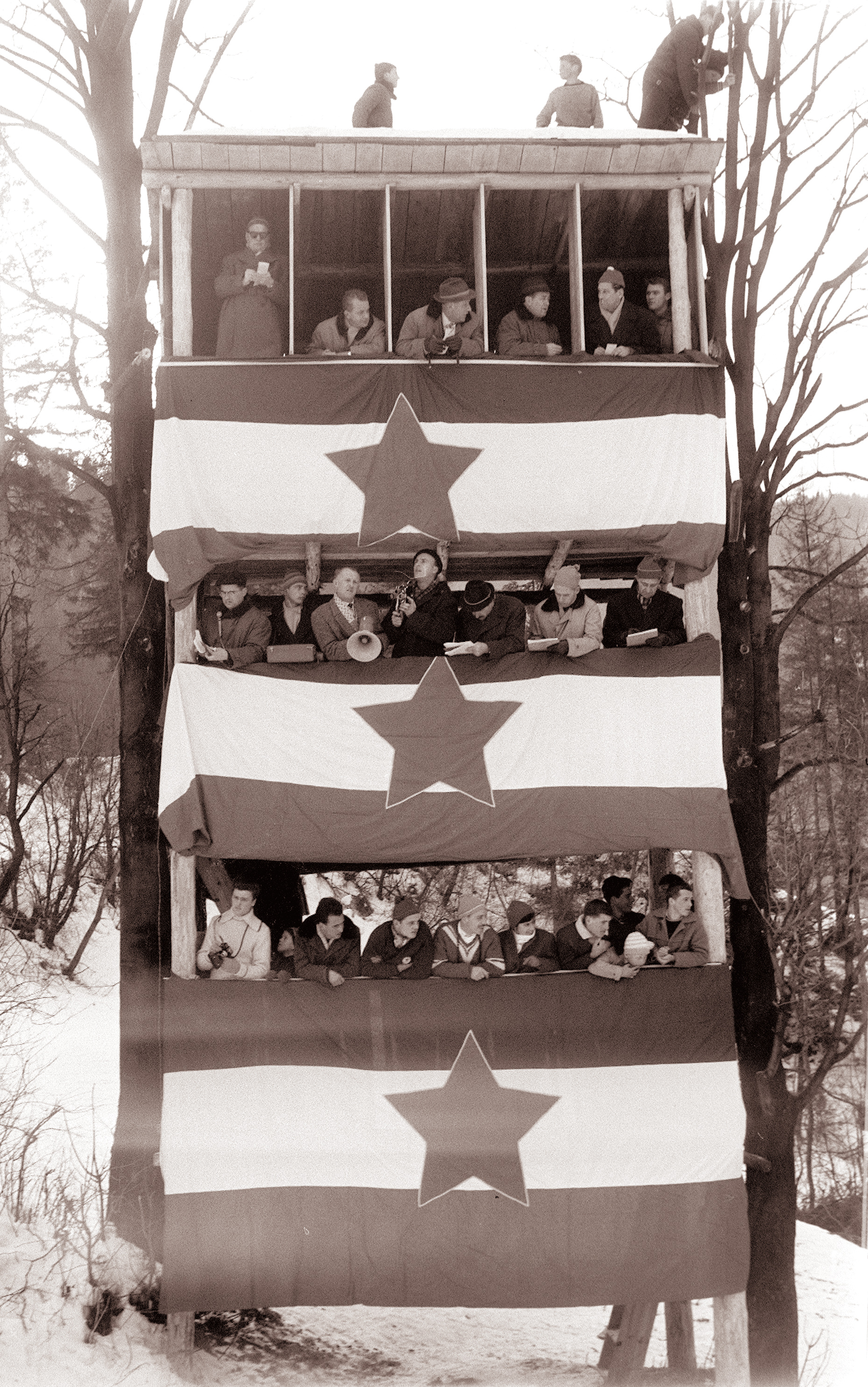
1962년, 스키점프 대회에서의 유고슬라비아 국기

유고슬라비아의 국기는 1918년부터 1992년까지 사용된 유고슬라비아 국가의 공식 국기였다. 국기의 디자인과 상징은 1918년 남슬라브족의 통일과 통일된 남슬라브족 국가의 탄생으로 이어진 범슬라브 운동에서 유래되었다.
이 국기는 파란색, 흰색, 빨간색의 세 개의 가로 줄무늬로 구성되었으며, 1918년부터 1941년까지 유고슬라비아 왕국에서 처음 사용되었다. 제2차 세계 대전에서 승리한 유고슬라비아 파르티잔은 중앙에 붉은 별을 추가했으며, 이 디자인은 1990년대 초 유고슬라비아가 붕괴될 때까지 사용되었고, 이후 붉은 별은 제거되었다. 이 형태는 유고슬라비아의 5개 후계국 중 하나였던 세르비아 몬테네그로에서 2006년 해체될 때까지 사용되었다. 오늘날에도 이 국기는 유고슬라비아를 그리워하는 사람들이나 반파시스트적 상징을 존경하는 사람들에게 여전히 의미를 갖는다.

## 디자인과 상징
유고슬라비아의 국기는 파란색(상단), 흰색(중앙), 빨간색(하단)의 가로 삼색기였다. 디자인과 색상은 1848년 프라하에서 열린 범슬라브 회의에서 채택된 범슬라브 국기를 기반으로 만들어졌다. 1918년 제1차 세계 대전이 끝난 후, 남슬라브족은 세르브인 크로아트인 슬로벤인 왕국이라는 단일 국가로 통합되었고, 이 왕국은 이후 유고슬라비아로 알려지게 된다. 왕실은 모든 남슬라브족의 새로운 통합을 상징하기 위해 범슬라브 디자인을 선택하였다. 디자인은 파란색(상단), 흰색(중앙), 빨간색(하단)의 세 개의 동일한 줄무늬가 있는 단순한 가로 삼색기로 구성되었다. 제2차 세계 대전이 끝나고 1945년 군주제가 폐지되자, 새로운 공산주의 정부는 국기의 디자인은 그대로 유지한 채 중앙에 노란색 테두리가 있는 붉은 별을 추가하였다. 이 국기는 1992년 유고슬라비아 사회주의 연방공화국이 해체될 때까지 사용되었다. 그 후 세르비아 몬테네그로라는 새로운 연방에 의해 붉은 별이 제거되었고, 2006년 해체될 때까지 단순한 삼색기가 유지되며 사용되었다.
| 색상 체계 | 파란색      | 흰색        | 빨간색       | 노란색     |
| --------- | ----------- | ----------- | ------------ | ---------- |
| CMYK      | 100-61-0-42 | 0-0-0-0     | 0-100-100-12 | 0-17-91-1  |
| HEX       | #003893     | #FFFFFF     | #DE0000      | #FCD115    |
| RGB       | 0-56-147    | 255-255-255 | 222-0-0      | 252-209-21 |

## 유고슬라비아 왕국
유고슬라비아 왕국의 국기는 세로로 된 깃대에 가로로는 파란색, 흰색, 빨간색이었다. 일반적으로 사용된 민간기는 1848년 프라하에서 열린 범슬라브 회의에서 승인된 역사적인 범슬라브 국기와 동일했다.
유고슬라비아 왕국의 군함기(전쟁기)는 파란색, 흰색, 빨간색으로 구성되었으며, 간소화된 작은 문장이 그려져 있었다. (깃발 길이의 3분의 1에는 왕관이 있는 국장이 그려진다. 국장과 왕관의 높이(지구본과 십자가 제외)는 깃발 높이의 절반이어야 한다.)
유고슬라비아 왕국의 국기는 1922년부터 1941년 추축국이 유고슬라비아 왕국을 점령할 때까지 공식적으로 사용되었다. 그 후 이 국기는 1945년까지 공식적으로 인정받은 망명정부, 외교 사절단, 연합국에서 사용되었다. 제2차 세계 대전 당시 체트니크(조국 유고슬라비아 육군이라고도 함)도 이 깃발을 계속 사용하였다.
세르브인 크로아트인 슬로벤인 왕국은 1918년 12월 1일에 수립되었으며, 1929년 10월 3일에 유고슬라비아 왕국으로 개칭되었다. 이 국가의 첫 번째 국기는 1922년에 공식적으로 채택되었다. 모든 유고슬라비아의 국기(최초의 국기 포함)는 1848년 프라하에서 열린 범슬라브 회의에서 채택된 범슬라브 국기를 변형한 것이었다. 범슬라브 국기는 세로 깃대에 가로 방향으로 파란색, 흰색, 빨간색이 배치된 삼색기였으며, 1918년과 1943년 기간 동안(유고슬라비아 왕국) 국기, 상선기 및 국선기는 정확히 동일했다. 이 기간 동안 군함기는 유고슬라비아의 단순화된 작은 국장이 그려진 파란색, 흰색, 빨간색의 삼색기였다.
코르푸 선언에 따르면 세르비아, 크로아티아, 슬로베니아의 개별 기와 문장은 동등하며 모든 상황에서 자유롭게 표시하고 사용할 수 있었다.

### 크로아티아 바노비나
크로아티아계 정치인들의 크로아티아 자치 요구에 따라 유고슬라비아 왕국 내에 크로아티아 자치주인 크로아티아 바노비나가 탄생하였다. 이들은 크로아티아의 빨간색, 흰색, 파란색 삼색기를 민간기로 사용하였고, 정부기로는 크로아티아의 샤호브니차가 그려진 삼색기를 사용하였다.

크로아티아 바노비나의 민간기 .
크로아티아 바노비나의 정부기 .

## 제2차 세계 대전

제2차 세계 대전 중 민주연방 유고슬라비아의 국기 (1943년~1946년)

1941년 제2차 세계 대전 중 유고슬라비아는 추축국에 침공 및 점령당했고, 유고슬라비아 정부는 런던으로 망명하였다. 얼마 지나지 않아 유고슬라비아의 저항 세력인 파르티잔이 결성되었다. 파르티잔은 유고슬라비아 망명정부를 지지하지 않았고, 처음에는 여러 가지 기를 사용했지만 마침내 보편적으로 사용되던 기를 채택하였다. 새로운 기는 유고슬라비아의 파란색, 흰색, 빨간색 삼색기에 붉은 별이 흰색 바탕의 중앙에 위치했고, 비율은 2:3에서 1:2로 변경되었다. 1943년 11월 말(테헤란 회담) 연합군은 파르티잔을 인정했고, 유고슬라비아 국가의 이름은 민주연방 유고슬라비아(DFY)로 변경되었다. 구 국기는 망명정부(1944년 파르티잔 정부인 NKOJ와 합병될 때까지)와 외교 사절단, 서방 연합국에서 1945년까지 계속 사용되었지만, 유고슬라비아에서는 붉은 별이 그려진 국기가 주로 사용되었다.

## 유고슬라비아 사회주의 연방공화국
전쟁이 끝난 후인 1945년, 붉은 별이 그려진 기가 보편적인 공식 국기가 되었다. 이들은 별을 확대하고 좁은 노란색 테두리를 추가하여 최종 모양을 정했다. 공식 건물에는 일반적으로 연방공화국의 국기와 유고슬라비아 공산주의자동맹의 기가 함께 게양되었다. 이러한 이유로 구유고슬라비아의 많은 건물에는 아직도 3개의 기둥으로 된 깃발 받침대가 있다. 더 작은 형태의 기가 민간기로 사용되었고, 유고슬라비아 의회 앞에는 길쭉한 세로 기가 게양되어 있었다.

### 세부 규격
1946년 유고슬라비아 헌법 제1장 제4조에는 유고슬라비아 사회주의 연방공화국의 국기의 규격이 명시되어 있었다. 비율은 1:2였고, 파란색, 흰색, 빨간색의 가로 줄무늬가 같은 너비로 배열된 기로 구성되었다. 국기의 중앙에는 금색-노란색 테두리를 두른 붉은 별이 있었다. 붉은 별은 국기의 중앙에서 모서리의 교차점이 만나는 곳에 배치되었다. 1963년과 1974년 헌법에서는 국기의 규격과 디자인이 변경되지 않았다. 다른 출처에 따르면, 붉은 별은 지름(폭)이 국기 높이의 2⁄3인 원에 배치되어 있었다. 1946년 헌법에서는 금색-노란색 테두리의 크기를 정의하지 않았다.

### 구성 공화국
제2차 세계 대전 이후 유고슬라비아는 6개의 하위 구성 공화국으로 구성된 연방 사회주의 공화국이 되었다. 각 구성 공화국에는 고유한 기와 문장이 있었다. 제2차 세계 대전 이후에야 국가 지위를 얻은 보스니아 헤르체고비나 사회주의 공화국과 마케도니아 사회주의 공화국을 제외한 대부분의 국기는 각 국가의 오래된 역사적 국기를 기반으로 만들어졌다. 크로아티아 사회주의 공화국, 몬테네그로 사회주의 공화국, 세르비아 사회주의 공화국, 슬로베니아 사회주의 공화국은 모두 각 국가에서 이미 전통적인 방식으로 구성된 범슬라브색인 빨간색, 흰색, 파란색을 사용하였다. 이들 기는 모두 공산주의 상징인 붉은 별로 장식되어 있었다. 이러한 표준화로 인해 몬테네그로 사회주의 공화국과 세르비아 사회주의 공화국은 각각 몬테네그로 왕국과 세르비아 왕국의 삼색기를 계속 사용하면서, 동일한 국기를 가지게 되었다. 보스니아 헤르체고비나의 경우, 다민족적 특성 때문에 기는 붉은색 기로 구성되었지만, 칸톤에는 작은 유고슬라비아 사회주의 연방공화국의 국기가 그려져 있었다. 마케도니아 사회주의 연방공화국의 기의 빨간색과 노란색은 이 지역의 사자가 그려진 전통적인 문장의 색상을 반영하였다.
| 세르비아의 국기   | 크로아티아의 국기 | 보스니아 헤르체고비나의 국기 |
| 몬테네그로의 국기 | 슬로베니아의 국기 | 마케도니아의 국기            |

## 붕괴 이후의 사용

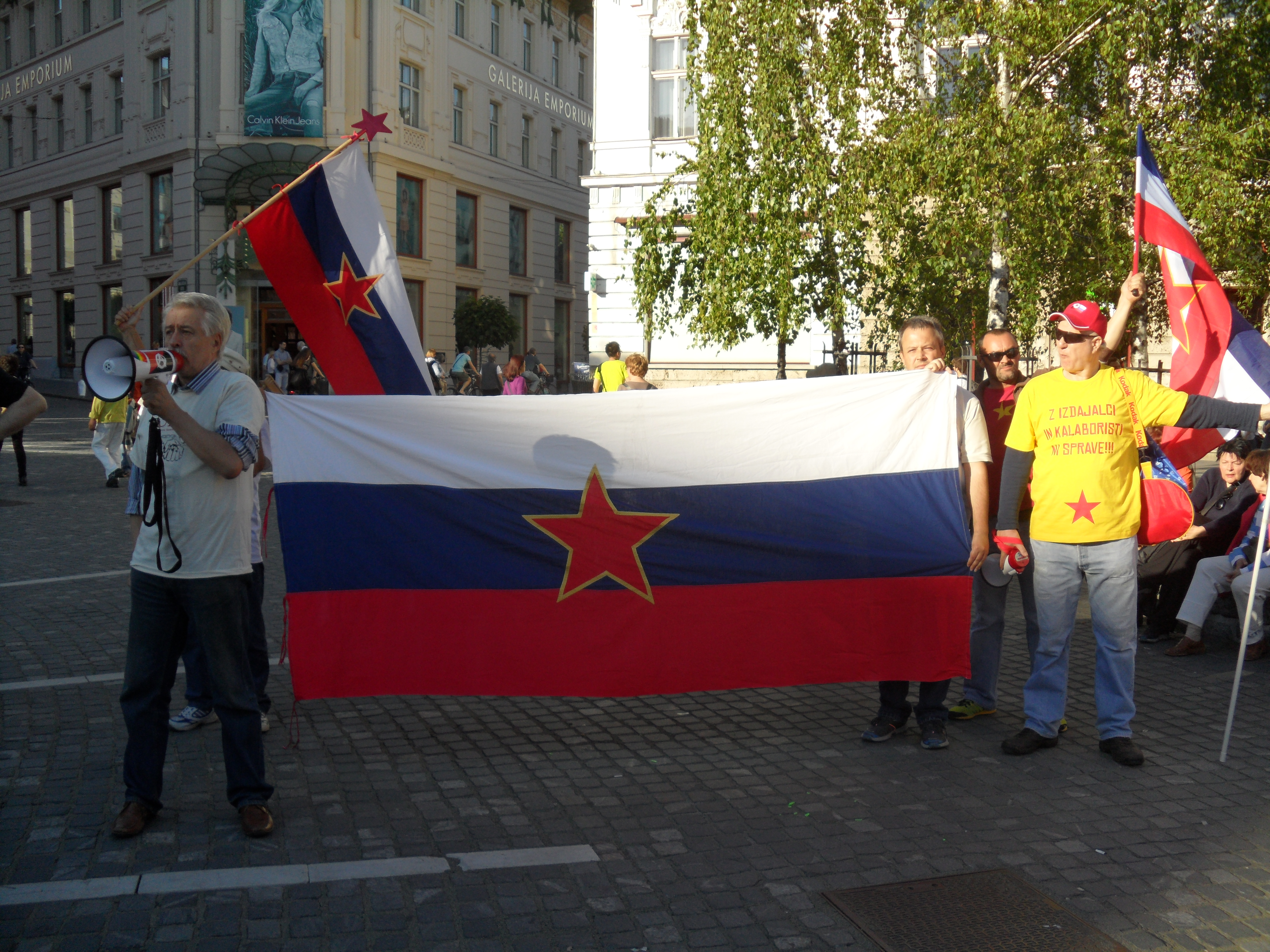
2014년 슬로베니아 류블랴나에서 열린 반파시스트 행진에서 보인 유고슬라비아-슬로베니아의 국기

유고슬라비아 사회주의 연방공화국과 구성 공화국의 기는 유고스피어 전역과 디아스포라 사이에서 반파시스트 시위, 노동절 기념 행사, 유고슬라비아를 그리워하는 모임, 퀴어 퍼레이드 등에 계속 게양되고 있다. 유고슬라비아의 국기와 상징은 이웃 이탈리아에서도 흔히 볼 수 있는 광경이다.

## 같이 보기
- 유고슬라비아의 국장
- 유고슬라비아의 기 목록
- 보스니아 헤르체고비나의 국기
- 크로아티아의 국기
- 코소보의 국기
- 북마케도니아의 국기
- 몬테네그로의 국기
- 세르비아 몬테네그로의 국기
- 세르비아의 국기
- 슬로베니아의 국기
- 올림픽 유고슬라비아 선수단의 기수 목록